# فرضیه زبان پدری
فرضیه زبان پدری (انگلیسی: Father tongue hypothesis) می‌گوید که انسان‌ها معمولاً زبان پدرشان را صحبت می‌کنند. این فرضیه بر اساس یک پژوهش در سال ۱۹۹۷ است که نشان می‌دهد پیوند زبانی بیشتر با تغییرات کروموزوم Y (که از پدر به ارث می‌رسد) مرتبط است تا با تغییرات دی‌ان‌ای میتوکندریایی (که از مادر به ارث می‌رسد). این پژوهش ابتدا بر روی نمونه‌های آفریقایی و اروپایی توسط تیمی از متخصصان ژنتیک جمعیت به رهبری لوران اکسکوفیه انجام شد. بر اساس این یافته‌ها، جورج فان دریم، زبان‌شناس تاریخی، در سال ۲۰۱۰ این فرضیه را مطرح کرد که آموزش زبان همسر توسط مادر به فرزندانش یکی از راه‌های اصلی گسترش زبان‌ها در طول زمان بوده است.
با تمرکز بر تغییرات زبان در دوران پیش از تاریخ در مناطقی که قبلاً سکونت داشتند، نمونه‌هایی از سراسر جهان نشان می‌دهند که حتی ۱۰ تا ۲۰ درصد مهاجرت مردان در آن دوران می‌توانست باعث تغییر زبان شود. این نشان می‌دهد که احتمالاً زبان گروه‌های مهاجر قدرتمند، مانند کشاورزان یا فلزکاران اولیه، بر زبان‌های بومی غلبه کرده است.
پژوهش‌های اولیه در مورد کروموزوم‌های غیرجنسی:
قبل از اینکه در دهه‌های ۱۹۸۰ و ۱۹۹۰ تفاوت‌های ژنتیکی در دی‌ان‌ای میتوکندریایی (که از مادر به ارث می‌رسد) و کروموزوم Y (که از پدر به ارث می‌رسد) کشف شود، تشخیص تأثیر ژنتیکی مادر و پدر در جمعیت‌ها ممکن نبود. در عوض، محققان مجبور بودند به بررسی کروموزوم‌های غیرجنسی (آتوزومال) اکتفا کنند. اولین مطالعه ژنتیک جمعیت با استفاده از گروه‌های خونی در سال ۱۹۱۹ توسط لودویک هیرزفلد انجام شد. بعدها، از تفاوت‌های ژنتیکی دیگری مانند تفاوت‌های پروتئین‌های پلاسمای خون، آنتی‌ژن‌های لنفوسیت انسانی و ایمونوگلوبولین‌ها استفاده شد. بر اساس این مطالعات، گاهی اوقات ارتباطاتی بین زبان‌ها و تنوع ژنتیکی پیشنهاد می‌شد، اما تا دهه ۱۹۹۰ که تفاوت‌های DNA میتوکندریایی و کروموزوم Y در انسان‌ها برای مطالعه در دسترس قرار گرفت، امکان بررسی سوالات مربوط به تأثیر جنسیت والدین بر زبان وجود نداشت.

## ریشه فرضیه زبان پدری
کروموزوم Y تنها از طریق پدر به پسر منتقل می‌شود، در حالی که DNA میتوکندریایی از مادر به همه فرزندان منتقل می‌شود. در سال ۱۹۹۷، لوران اکسکوفیه، استلا پولونی و تیمشان گزارش دادند که همبستگی قوی بین توالی کروموزوم Y و زبان‌شناسی پیدا کرده‌اند، اما چنین ارتباطی را برای DNA میتوکندریایی پیدا نکردند. آن‌ها بر اساس این یافته‌ها، فرضیه «زبان پدری» را مطرح کردند. این فرضیه می‌گوید که برخلاف باور رایج که ما به زبان مادری خود صحبت می‌کنیم، در واقع زبان پدری ما تأثیر بیشتری بر زبان ما دارد.
استلا پولونی این فرضیه را در یک کنفرانس بین‌المللی در پاریس در سال ۲۰۰۰ نیز ارائه کرد. جورج فان دریم، زبان‌شناس تاریخی، این فرضیه را در آثار خود بیشتر بررسی کرد و گفت که آموزش زبان پدر به فرزندان توسط مادر، الگوی رایجی در طول تاریخ بوده است و این موضوع می‌تواند توضیح دهد که چرا زبان‌ها در طول زمان تغییر می‌کنند.

## کشف نشانگرهایکروموزوم Yبرای زبان‌ها
گام بعدی در این زمینه، کشف نشانگرهای خاصی روی کروموزوم Y بود که با یک زبان خاص مرتبط بودند. این نشانگرها خود باعث تغییر زبان نمی‌شوند، اما به‌طور تصادفی توسط مردانی که در طول تاریخ یا قبل از تاریخ آن زبان را گسترش داده‌اند، حمل می‌شوند. این نشانگرهای کروموزوم Y مخصوص زبان، ارتباطاتی را ایجاد می‌کنند که قبلاً توسط پولونی و همکارانش در سال ۱۹۹۷ مشاهده شده بود. همچنین، این نشانگرها به ما امکان می‌دهند تا میزان گسترش جغرافیایی، قدمت و سطح مهاجرت مردان را در تغییرات زبانی ثبت نشده (مربوط به دوران پیش از تاریخ) مشخص کنیم.

## نمونه‌هایی از زبان‌های پدری
چندین نمونه بارز وجود دارد که نشان می‌دهد گسترش یک خانواده زبانی در دوران پیش از تاریخ، با گسترش هاپلوگروپ‌های کروموزوم Y (گروه‌هایی از نشانگرهای ژنتیکی روی کروموزوم Y) ارتباط نزدیکی دارد:
- پیشنهاد شده است که پراکندگی هندواروپاییان از سرزمین اصلی احتمالی‌شان در سبزدشت پونتی-خزری (طبق فرضیه کورگان) با گسترش زیرگروه هاپلوگروپ R، یعنی R1a1، به اروپا مرتبط است. R1a1 همچنین ممکن است نشان‌دهنده ورود هندوآریایی‌ها به شمال هند باشد.
- دودمان کروموزوم Y به نام L می‌تواند نشان‌دهنده پراکندگی زبانی اولیه زبان‌های ایلامی-دراویدی باشد که از منطقه‌ای در ایران امروزی سرچشمه می‌گیرد. با این حال، این نظریه هنوز توسط زبان‌شناسان اصلی پذیرفته نشده است.
- مردمانی که به زبان‌های آستروآسیایی صحبت می‌کنند، فراوانی بالایی از زیرگروه هاپلوگروپ O2a را نشان می‌دهند. به عنوان مثال، سخنرانان زبان زبان‌های موندا در شمال و شمال شرق هند، فراوانی بالایی از O2a دارند که در همسایگانشان که به زبان‌های دیگری صحبت می‌کنند، دیده نمی‌شود. این در حالی است که هاپلوگروپ‌های دی‌ان‌ای میتوکندریایی آن‌ها (که از مادر به ارث می‌رسد) به نظر می‌رسد مستقل از وابستگی زبانی، در منطقه‌شان زیاد است.
- یک مطالعه ژنتیک جمعیت بر روی ۲۳ جمعیت چینی هان‌تبار نشان داده است که گسترش هان‌ها به سمت جنوب چین عمدتاً توسط مردان انجام شده است و این نمونه‌ای بارز از فرضیه زبان پدری است.
- همچنین پیشنهاد شده است که زبان‌های بانتو و سایر زبان‌های نیجر-کنگو به خوبی با هاپلوگروپ‌های کروموزوم Y مرتبط هستند.
- گسترش زبان‌های آفروآسیایی با گسترش هاپلوگروپ E1b1b مرتبط دانسته شده است.

## پیامدها
فرضیه زبان پدری پیامدهای مهمی برای حوزه‌های مختلف زبان‌شناسی از جمله تغییر زبان، اکتساب زبان و زبان‌شناسی اجتماعی دارد. این فرضیه همچنین بر فراگیری زبان تأثیر می‌گذارد و توضیحی تکاملی برای این موضوع ارائه می‌دهد که چرا زنان ممکن است در برخی جنبه‌های عملکرد و یادگیری زبان بهتر باشند.
جورج ون دریم، زبان‌شناس تاریخی، معتقد است که همبستگی بین هاپلوگروپ‌های کروموزوم Y و خانواده‌های زبانی نشان می‌دهد که گسترش خانواده‌های زبانی اغلب با مهاجرت مردان صورت گرفته است، چه این مهاجرت‌ها به دلیل جنگ بوده باشند یا دلایل دیگر. او می‌گوید که بیشتر جوامع زبانی، زبان پدران خود را صحبت می‌کردند تا زبان مادرانشان.
فرضیه زبان پدری درک ما از تغییر زبان را نیز تحت تأثیر قرار می‌دهد. باید در نظر داشت که پویایی تغییر زبان در جوامعی که مادران زبان همسران خود را به فرزندانشان منتقل می‌کنند، با جوامع تک‌زبانه یا حتی جوامع دوزبانه که مادران زبان خود را به فرزندانشان منتقل می‌کنند، متفاوت است. در نتیجه، این پویایی می‌تواند باعث گسستگی با گذشته شود. به عنوان مثال، زبان میشیف که از نظر ژنتیکی یک زبان‌های آلگانکی است، توسط زنان متی (کانادا) با زبان فرانسوی متیس (زبان شوهرانشان) تغییر یافته است، به طوری که ریشه‌های زبانی میشیف تقریباً غیرقابل تشخیص شده‌اند. اگر این روند تغییر واژگان فراتر از حد بازسازی زبان‌شناختی باشد، می‌تواند میراث زبانی واقعی یک جامعه را پنهان کند.

## استثنائات
ژنتیک تعیین‌کننده زبان گفتاری یک فرد نیست و ارتباط بین هاپلوگروه‌های کروموزوم Y و وابستگی‌های زبانی یک همبستگی مشاهده شده است و نه یک رابطه علیت. در حالی که زبان‌های پدری غالب هستند، استثناهایی نیز وجود دارد. دو نمونه بارز، مردم بلتی در شمال پاکستان و مجارها هستند. هاپلوگروپ‌های دی‌ان‌ای میتوکندریایی رایج در بین بلتی‌ها همانند جوامع همسایه تبتی است، در حالی که هاپلوگروپ‌های کروموزوم Y رایج در مردان بلتی، به نظر می‌رسد با ورود اسلام از غرب به این منطقه آمده‌اند. زبان بلتی یکی از محافظه‌کارترین زبان‌های تبتی است. زبان بلتی‌ها با DNA میتوکندریایی آن‌ها مطابقت دارد و نه با کروموزوم Y، و در واقع نمونه بارزی از یک زبان مادری است. نمونه دیگر زبان مجاری است. هاپلوگروپ N1c کروموزوم Y، که با حذف Tat-C مشخص می‌شود، در جوامع زبان‌های اورالی با فراوانی بالا یافت می‌شود، اما در مردان مجارستانی تقریباً وجود ندارد؛ بنابراین، در حالی که ورود مجارها به مجارستان امروزی از نظر تاریخی تأیید شده و شواهد زبانی روشنی بر جای گذاشته است، از نظر ژنتیکی این نفوذ هیچ اثر ژنتیکی قابل توجهی بر جای نگذاشته است. در عوض، از نظر ژنتیکی، مجارستانی‌ها شباهت زیادی به یک جامعه اسلاوی غربی دارند.